# Acacia fruticosa
Acacia fruticosa é uma espécie de leguminosa do gênero Acacia, pertencente à família Fabaceae.